# Sunčeva pećnica
Sunčeva pećnica je pasivni uređaj koji izravno koristi energiju Sunca za zagrijavanje komore. Sunčeve pećnice funkcioniraju tako da pomoću zrcala koncentriraju Sunčevu svjetlost u komori, kako bi za pripremu hrane mogli bez problema postići potrebnu snagu.
1959. godine, D.S. Halacy Jr. napravio je prvi prototip sunčeve pećnice za pripremu hrane. Njegov rad je objavila kompanija Macmillan u knjizi pod nazivom „Fun With The Sun“ ili „Zabava sa Suncem“. Nakon objave nije bilo promjena u tehnologiji za pripremanje hrane jer su pećnice na Sunčevu svjetlost bile izrazito jeftine i praktički nepokvarljive. Nadalje, kako ih je svatko mogao napraviti sam od recikliranih materijala pa time i bez velikih troškova, nije ih imalo smisla plasirati na tržište. Tako se niti danas sunčeva pećnica ne može kupiti u Hrvatskoj. Ne postoji čak niti uvoz, ali zato ju nije teško napraviti sam. Najpoznatiji proizvođač sunčevih pećnica na svijetu je američka tvrtka SUN OVEN®.

## Prednosti i mane
U prosjeku se u našim kućanstvima troši oko 12% energije na pripremu hrane, pa je sunčeva pećnica idealan primjer kako uštediti energiju. Nakon početne investicije, njen rad je besplatan i čist, bez ikakvog zagađivanja okoliša. Kod ovog jednostavnog uređaja, energija se troši izravno tamo gdje nam je i potrebna, dakle za zagrijavanje komore u kojoj nešto pečemo. 
Najveća mana ove tehnologije je ta što je možemo koristiti samo za vrijeme sunčanog dana. Sunčeve pećnice nemaju mogućnosti skladištenja toplinske energije koju bi koristili kasnije kada Sunce zađe. Nasuprot mišljenju većine, ona se može koristiti i po zimi jer je za njen rad najpotrebnija jačina zračenja Sunca, a ne vanjska temperatura. Još jedan nedostatak sunčevih pećnica je to što za njihovo korištenje morate imati adekvatan prostor eksponiran Suncu. Idealni prostori kod domova bi bila terasa ili balkon koji gleda na južnu stranu. Sunčeve pećnice postižu maksimalnu temperaturu od 300 do 400°C za vrijeme sunčanih dana, a za djelomično oblačno vrijeme od 175 do 250°C,  što je više nego dovoljno za pečenje bilo kakvih jela. U usporedbi s električnim ili plinskim pećnicama treba im nešto duže vrijeme da se zagriju na radnu temperaturu.

## Princip rada i materijali
Sunčeva pećnica se sastoji od toplinski izolirane komore za pečenje koja ima jednu staklenu stranicu pomoću koje se omogućava da Sunčeva energija uđe u komoru, te se na taj način postiže efekt staklenika. Zrake svjetlosti vrlo dobro prolaze kroz staklo, udaraju o stjenke komore te se pretvaraju u toplinsku energiju koja ostaje zarobljena ispod stakla zbog nepropuštanja Sunčevih zraka van. Stranice komore su obično obojane u crnu mat boju tako da se maksimalno apsorbira Sunčevo zračenje. Zbog toga što se zagrijavaju na visoku temperaturu, stjenke komore moraju biti izrađene od aluminijskog ili nehrđajućeg čeličnog lima. Zbog visokih temperatura, kao toplinska izolacija se preporučuje kamena vuna. Vanjska stjenka može biti od bilo čega, ali bilo bi korisno da je od nekog materijala koji može podnijeti kišu kako bi pećnica mogla ostati vani i za vrijeme lošeg vremena. Kako sam prozor na komori ne osigurava dovoljnu količinu insolacije za pečenje hrane, sunčevim pećnicama se gotovo uvijek dodaju zrcala koja povećavaju količinu energije Sunca koja ulazi. Krila mogu biti izrađena od poliranog lima od nehrđajućeg čelika ili šperploče presvučene samoljepivom zrcalnom tapetom. Također je moguće koristiti aluminijski lim pa ga ispolirati na visoki sjaj jer je jeftiniji od nehrđajućeg čelika.

## Dimenzioniranje
Svojom veličinom sunčeve pećnice mogu varirati od male kartonske kutije do velike pećnice prikladne za manje pekare. Idealne dimenzije sunčeve pećnice za prosječno kućanstvo bi bile otprilike 0,5m x 0,5m x 0,3m, a njena masa 9 kg. Kod njenog dimenzioniranja je najbitnije računanje kuta između reflektora i prozora kako bi se postigla maksimalna efikasnost. Optimalni kut između reflektora i stakla je onaj koji će presresti najviše svjetlosti koju će reflektirati u unutrašnjost komore za pečenje. Za izračunavanje tog kuta potrebno je osnovno poznavanje trigonometrije. Unutarnje dimenzije komore ovise o veličini posude u kojoj želimo spremati hranu, a one opet diktiraju koliko će biti velik prozor na sunčevoj pećnici.
Formula za izračun optimalnog kuta reflektora:
kut = 90° + [sinˉ1 x {-(b÷4a) + (0.25 x √(b² ÷ a²) + 8)}] 
pri čemu je:
a = dimenzija stakla determinirana veličinom komore
b = dužina reflektora